# المعهد الإسلامي للترجمة
المعهد الإسلامي للترجمة يقع بالقرب من المجمع الطبي لجامعة إفريقيا العالمية مقابل معهد الخرطوم الدولي للغة العربية في الخرطوم بالسودان  أُسِّس بدعم من منظمة التعاون الإسلامي.

## الكليات
- كلية الآداب
- كلية الدراسات العليا

## اللغات
- اللغة العربية
- اللغة الإنجليزية
- اللغة الفرنسية

## الدرجات العلمية

### البكالوريوس
لحملة الشهادة الثانوية

### الماجستير والدبلوم العالي
- يمنح المعهد درجة الماجستير في الترجمة بعد عامين دراسيين، لحملة الشهادات الجامعية بدرجة بكالوريس الشرف للمنتسبين، ودرجة البكالوريس لخريجيه. وذلك بعد اجتياز امتحان القدرات الموضوع لكل طالب على حده
- ويمنح درجة الدبلوم العالي بعد عام دراسي واحد لحاملي البكالوريس